# Роберто Хуніор Фернандес
Роберто Хуніор «Гатіто» Фернандес (ісп. Roberto Junior "Gatito" Fernández, нар. 29 березня 1988, Асунсьйон) — парагвайський футболіст, воротар бразильського клубу «Ботафогу» і національної збірної Парагваю.

## Клубна кар'єра
Народився 29 березня 1988 року в Асунсьйоні у родині Роберто Фернандеса, голкіпера збірної Парагваю. Продовжив справу батька, з 2000 року займався у структурі «Серро Портеньйо». Дорослу футбольну кар'єру розпочав 2007 року в основній команді того ж клубу, в якій провів два сезони, взявши участь у 67 матчах чемпіонату. Більшість часу, проведеного у складі «Серро Портеньйо», був основним голкіпером команди.
Своєю грою за цю команду привернув увагу представників тренерського штабу клубу , до складу якого приєднався на умовах оренди 2009 року. Відіграв за команду з Ла Плати наступний сезон своєї ігрової кар'єри.
Протягом 2009–2012 на правах оренди захищав кольори аргентинських «Естудьянтеса» та «Расінга» (Авельянеда), а також нідерландського «Утрехта».
Згодом ще два сезони відіграв за «Серро Портеньйо», після чого 2014 року перебрався до Бразилії, приєднавшись до «Віторії» (Салвадор), звідки за два роки перейшов до «Фігейренсе».
2017 року став гравцем «Ботафогу», за який відтоді у бразильській першості відіграв понад 100 матчів.

## Виступи за збірні
Залучався до складу молодіжної збірної Парагваю. На молодіжному рівні зіграв у 4 офіційних матчах.
2011 року дебютував в офіційних матчах у складі національної збірної Парагваю. У складі збірної був учасником розіграшу Кубка Америки 2011 року в Аргентині, де разом з командою здобув «срібло», а також розіграшу Кубка Америки 2019 року у Бразилії.
2024 року 36-річний на той час воротар став одним зі старших за 23 років гравців, включених до заявки олімпійської збірної Парагваю для участі у футбольному турнірі на тогорічних Олімпійських іграх у Парижі.

## Титули й досягнення
- Чемпіон Парагваю (2):

«Серро Портеньйо»: 2012А, 2013К
- Переможець Ліги Каріока (1):

«Ботафогу»: 2018
- Чемпіон Бразилії (1):

«Ботафогу»: 2024
- Володар Кубка Лібертадорес (1):

«Ботафогу»: 2024